# Aleksandr Anantsjenko
Aleksandr Evgenevitsj Anantsjenko (Russisch: Александр Евгеньевич Ананченко) (Selydovo (Oblast Donetsk), 2 februari 1966) is een Oekraïens politicus. Van 7 september tot 18 oktober 2018 was hij vicepremier en vervolgens tot 8 juni 2022 premier van de Volksrepubliek Donetsk.

## Levensloop
Anantsjenko was directeur van een onderdeel van een bedrijf van de Oekraïense oligarch Sergej Koertsjenko.
In 2014 raakte hij betrokken bij de separatistische opstand in de Donbas. Op 7 september 2018 werd hij benoemd tot vicepremier van de Volksrepubliek Donetsk. Na het aftreden van Denis Poesjilin als premier op 18 oktober 2018 nam hij tijdelijk deze positie over. Op 1 december 2018 werd hij volwaardig regeringsleider. Hij werd op 6 februari 2020 ontslagen uit deze functie, maar keerde er acht dagen later in terug. Op 8 juni 2022 nam hij ontslag als premier, wat leidde tot het aftreden van de regering.
Sinds 23 december 2022 is Anantsjenko namens de federale republiek Donetsk lid van de Russische Federatieraad.